# 오디세우스

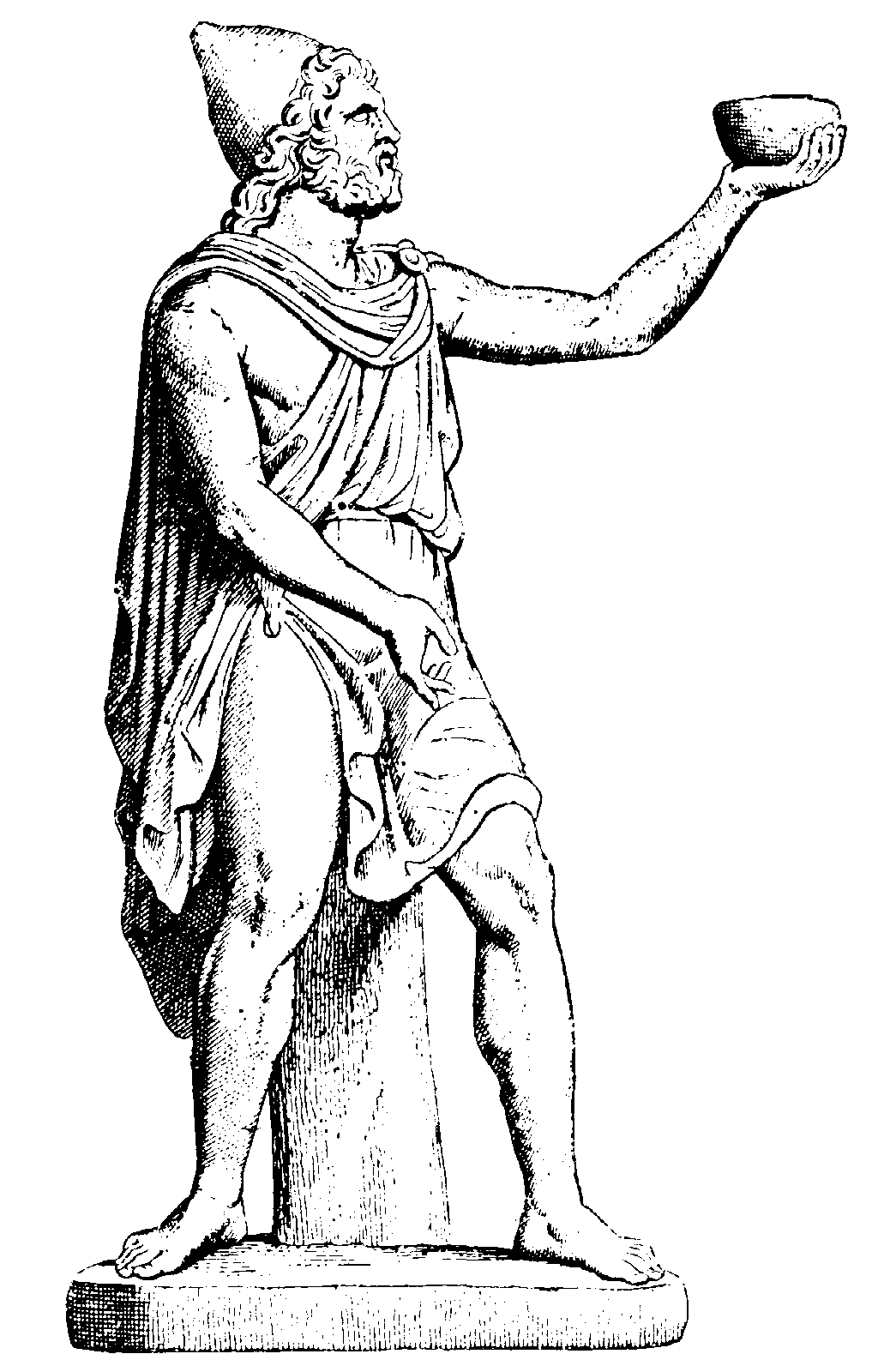
오디세우스가 외눈박이 거인을 취하게 하려 포도주를 건네고 있다.

오디세우스(고대 그리스어: Ὀδυσσεύς 오뒤세우스[*]; 라틴어: Ulixes 울릭세스[*], 문화어: 오듀쎄우스)는 그리스 신화상의 영웅으로, 이타카(Ithaca)의 영주, 트로이 전쟁의 영웅, 트로이 목마의 고안자이다. 그의 이름을 딴 그리스 서사시 오디세이아의 주인공이다. 20년 간의 파란만장한 유랑 끝에 고향에 돌아와 그의 아들 텔레마코스와 함께 그의 정실한 아내 페넬로페를 넘보던 도당들에게 복수. 오디세우스는 유랑자, 간계와 변장의 화신자로 현대에 이르기까지 그 명성이 보존되고 있다.
오디세우스는 아테나의 총애를 받던 영웅 중의 한명이었다. 아테나는 그에게 지혜로운 호의를 베푸는데, 그가 오디세이아에서 집으로 돌아가는 여정 동안 스스로의 힘으로 문제를 해결할 수 있게 절제된 도움을 준다. 하지만 오디세우스의 배가 난파되어 오기기아 섬의 칼립소와 7년 동안 있게 되자 보다 못한 아테나는 제우스에게 간청하여 칼립소가 오디세우스를 풀어주도록 한다. 오디세우스의 아들 텔레마코스가 아버지의 행방을 알아낼 수 있게 오디세우스의 친구로 변신하여 필로스의 네스토르에게 찾아가는 여행을 도와주기도 한다.
오디세우스가 고향 이타카로 돌아왔을 때는 변장을 하여 그를 시험한다.

## 일화
트로이전쟁이 막바지에 접어들었을 때 죽은 아킬레우스의 갑옷을 누가 차지하느냐를 놓고 오디세우스와 장사 텔라몬의 아들 아이아스가 물망에 올랐다. 그리스군 총사령관 아가멤논과 사람들은 지혜와 용기를 같이 갖춘 오디세우스가 용맹은 있으나 지혜는 거의 없는 아이아스보다 아킬레우스의 갑옷을 가질 자격이 있다고 판단했고 아킬레우스의 갑옷은 오디세우스에게 상으로 지급되었다. 이 판정에 불만을 품은 아이아스는 분개하여 아가멤논과 오디세우스가 짜고 자기를 놀렸다고 생각하고 일원 모두를 암살하려 했으나 아테나가 아이아스를 미치게 만들어서 가축들을 아가멤논과 오디세우스인 줄 착각하게 했고 가축들을 죽이고 제정신으로 돌아온 아이아스는 부끄러움을 이기지 못하고 자살한다. 그 후 오디세우스가 갑옷을 차지하였다.